# Nekoř
Pour les articles homonymes, voir Nekor.
Nekoř (en allemand : Nekorsch) est une commune du district d'Ústí nad Orlicí dans la région de Pardubice, en République tchèque. Sa population s'élevait à 983 habitants en 2024.

## Géographie
Nekoř est arrosée par la rivière Divoká Orlice et se trouve à 8 km au sud-est de Žamberk, à 15 km au nord-est d'Ústí nad Orlicí, à 56 km à l'est de Pardubice et à 152 km à l'est de Prague.
La commune est limitée par Pastviny au nord, par Studené et Sobkovice à l'est, par Mistrovice et Letohrad au sud, par Sloupnice au sud-ouest et par Šedivec, Lukavice et Líšnice à l
'ouest.
Au nord du village se trouve le réservoir de Pastviny formé par un barrage sur la rivière Divoká Orlice, qui traverse le village en direction de Žamberk.

## Histoire
La première mention écrite de la localité date de 1355.

## Administration
La commune se compose de trois sections :
- Nekoř
- Bredůvka
- Údolí

## Galerie

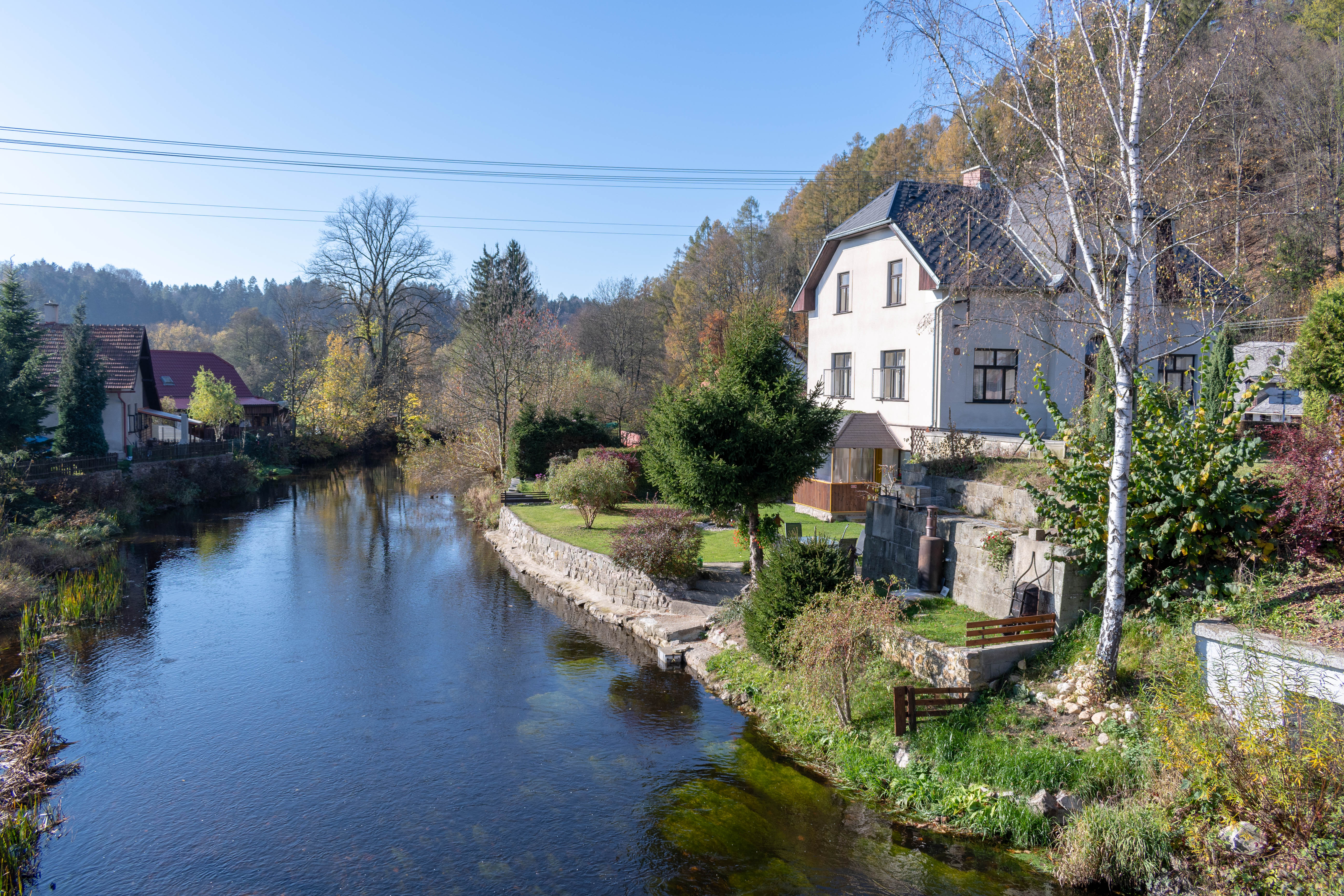
La Divoká Orlice à Nekoř.
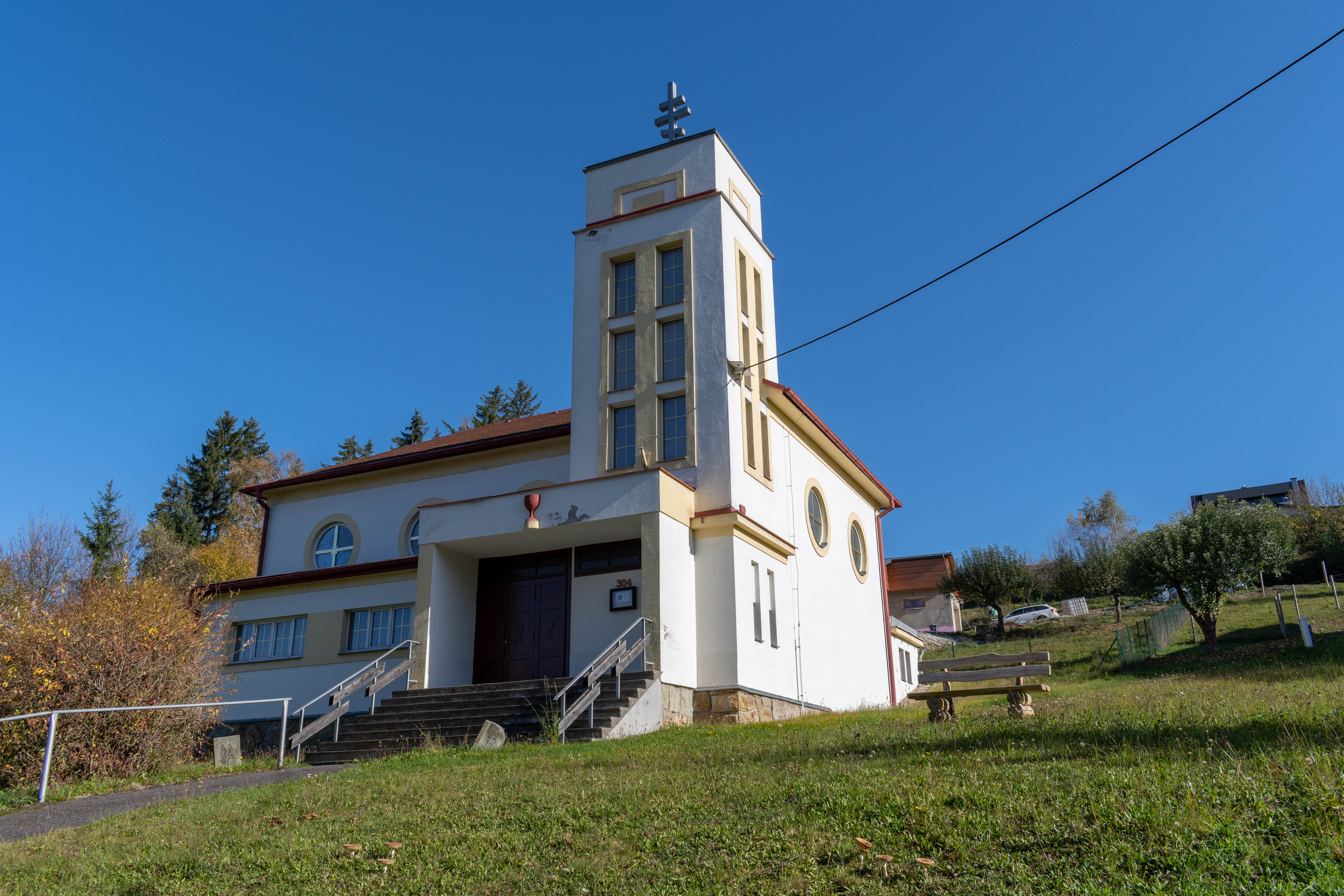
Nekoř : l'église hussite.

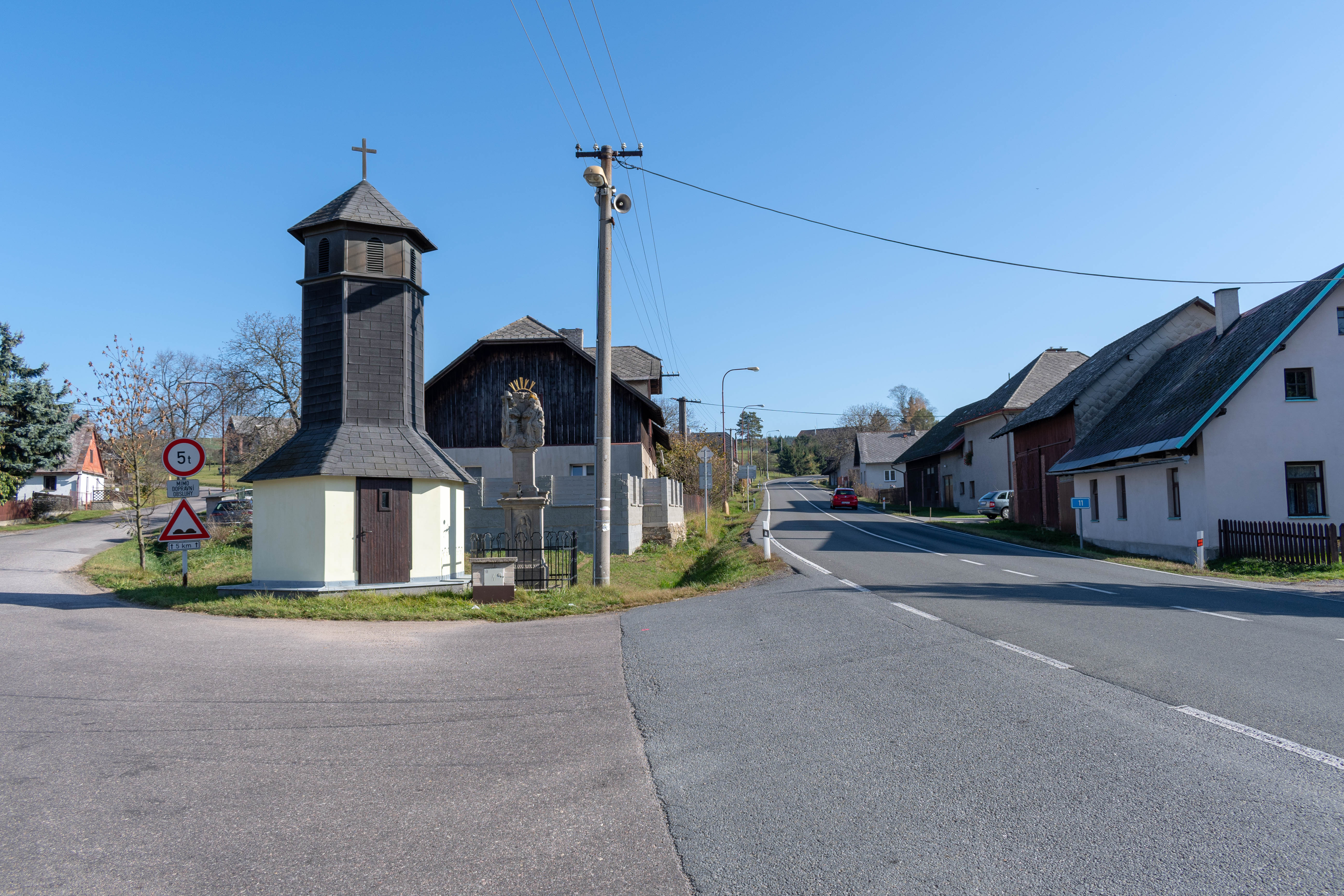
Clocher-tour à Bredůvka.
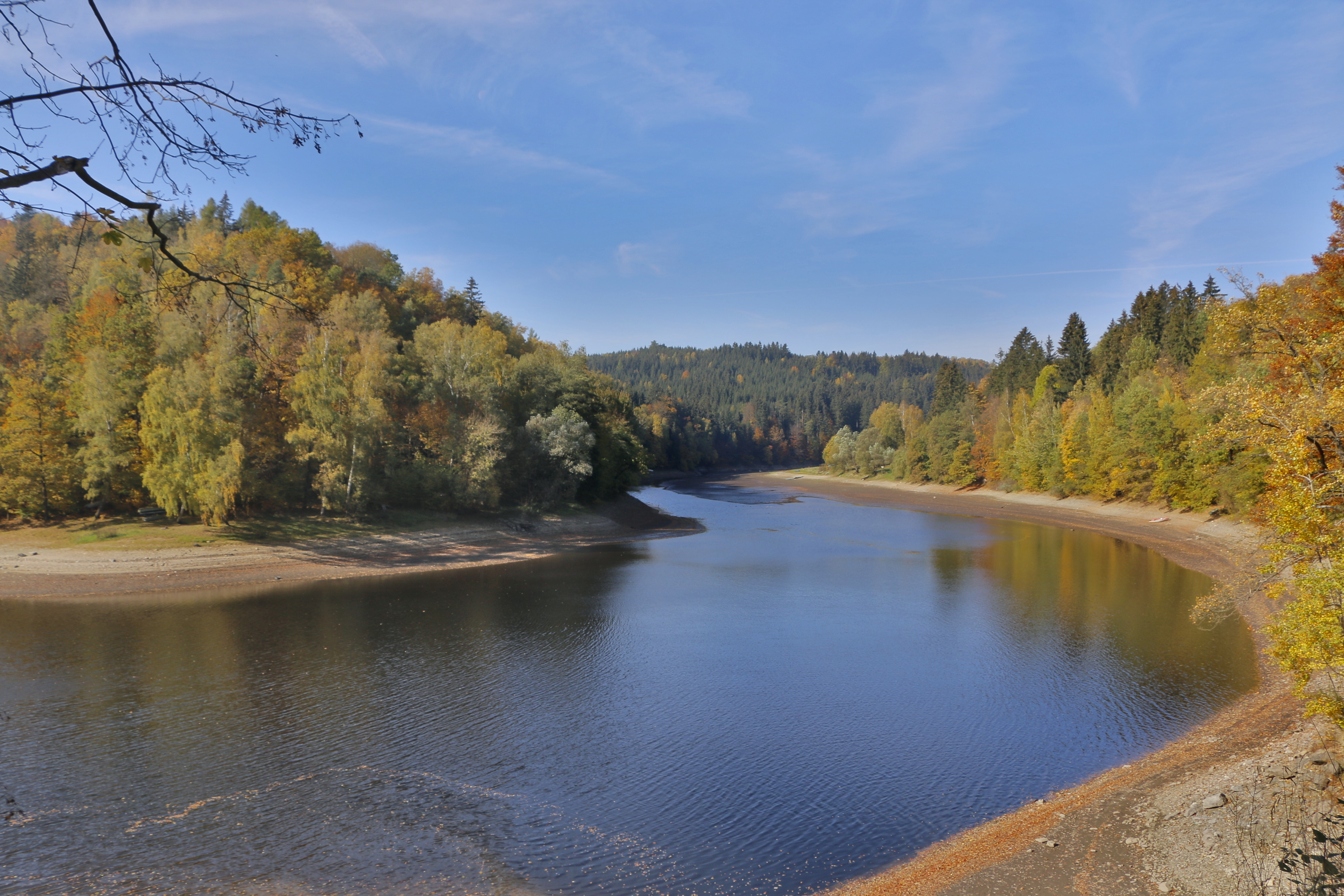
Réservoir de Pastviny.

## Transports
Par la route, Nekoř trouve à 8,5 km de Žamberk, à 18 km d'Ústí nad Orlicí, à 72 km de Pardubice et à 181 km de Prague. 